# Tylophora glabriflora
Tylophora glabriflora är en oleanderväxtart som först beskrevs av Otto Warburg, och fick sitt nu gällande namn av Rudolf Schlechter. Tylophora glabriflora ingår i släktet Tylophora och familjen oleanderväxter. Inga underarter finns listade i Catalogue of Life.